# Верховський Олександр Григорович
Олександр Григорович Верховський (23 серпня 1956 , Ленінград ) — російський бізнесмен, політик, олігарх, член Ради федерації федеральних зборів РФ від Сахалінської області (2012—2017).

## Життєпис
Народився 23 серпня 1956 року в Ленінграді, 1972 року після школи вступив до Ленінградського вищого військового будівельного інженерного училища, яке закінвив 1978 року.
1978—1984 — служив у Московському військовому окрузі на посадах виробника робіт, начальника будівельної ділянки УНР. Потім був переведений у Далекосхідний військовий округ, Курильський район Сахалінської області. Служив начальником будівельної ділянки, потім на посаді заступника начальника відділу УНР. У березні 1989 року переведений до Ленінграда на посаду начальника виробничого відділу. Звільнився в запас у званні підполковника в 1991 .
1991 року створив рибопереробну компанію «Гідробуд». Власник сахалінського банку «Ітуруп», одружений, має трьох дітей .
З листопада 2010 року по квітень 2011 року — член Комітету з аграрно-продовольчої політики та рибогосподарського комплексу. З листопада 2012 року працює у складі Комітету з аграрно-продовольчої політики та природокористування. До обрання був депутатом Сахалінської обласної Думи шостого скликання на непостійній основі. З квітня по листопад 2011 року — заступник голови Комітету СФ з аграрно-продовольчої політики та рибогосподарського комплексу. З листопада 2011 — член Комітету СФ з аграрно-продовольчої політики та природокористування .
Член провладної партії Єдина Росія.

## Санкції
У травні 2023 року СБУ заарештувала риболовецький траулер «Бухта Соколовская» вартістю 1 млрд грн, що належить холдингу Верховського. До повномасштабного вторгнення РФ до України, траулер добудовувався на суднобудівельному заводі у Миколаєві. Для обходу санкцій власник судна оформив його на підконтрольну компанію у Приморському краї РФ.

## Нагороди
- Медаль ордену "За заслуги перед вітчизною II ст.
- Медаль «300 років посійському флоту»
- Лауреат Міжнародної премії всіхвального апостола Андрія Первозванного «За віру і вірність» (2003).
- Лауреат премії Уряду РФ у галузі науки і техніки (2007)[1]